# Карл Гезеле
Карл Гезеле (нім. Karl Gesele; 15 серпня 1912, Рідлінген — 8 квітня 1968, Фрідріхсгафен) — німецький офіцер, штандартенфюрер СС. Кавалер Лицарського хреста Залізного хреста.

## Біографія
10 серпня 1931 року вступив у СС (посвідчення №10 596) із зарахуванням в 13-й штандарт, 1 листопада — в НСДАП (квиток №724 050). В 1933 році переведений в поліцейський резерв «Вюртемберг». 25 березня 1934 року переведений в частини посилення СС, в жовтні призначений командиром взводу 9-го, з травня 1935 року — 10-го, з жовтня 1936 року — 17-го штурму полку СС «Дойчланд». З грудня 1936 року — ад'ютант 4-го штурмбанну, з травня 1938 року — командир 10-го штурму свого штандарту. Учасник Польської і Французької кампанії. В серпні 1940 року призначений інструктором тактики юнкерського училища СС в Бад-Тельці. У вересні 1941 року призначений 1-м офіцером Генштабу (начальником штабу) кавалерійської бригади (згодом — дивізії) СС. В серпні 1942 року через хворобу евакуйований в Німеччину. Після одужання 5 жовтня 1942 року призначений командиром батальйону супроводу рейхсфюрера СС. В лютому 1943 року батальйон був розгорнутий в штурмову бригаду СС «Рейхсфюрер СС», яку очолив Гезеле. З 18 жовтня 1943 року — командир 35-го моторизованого полку 16-ї моторизованої дивізії СС «Рейхсфюрер СС». Відзначився у боях на Корсиці. З січня 1945 року — командир кавалерійського училища СС в Веді, з березня — 37-ї добровольчої кавалерійської дивізії СС «Лютцов».

## Звання
- Анвертер СС (10 серпня 1931)
- Штурмманн СС (25 серпня 1933)
- Труппфюрер СС (23 жовтня 1933)
- Обертруппфюрер СС (11 лютого 1934)
- Штурмфюрер СС (25 березня 1934)
- Оберштурмфюрер СС (30 січня 1937)
- Гауптштурмфюрер СС (30 червня 1939)
- Штурмбаннфюрер СС (30 січня 1942)
- Оберштурмбаннфюрер СС (10 вересня 1943)
- Штандартенфюрер СС (20 квітня 1945)

## Нагороди
- Цивільний знак СС (№10 879)
- Почесний кут старих бійців (лютий 1934)
- Німецька імперська відзнака за фізичну підготовку в бронзі
- Спортивний знак СА в сріблі (1 грудня 1934)
- Кільце «Мертва голова» (1 грудня 1934)
- Йольський свічник (16 грудня 1935)
- Почесна шпага рейхсфюрера СС (1 грудня 1936)
- Залізний хрест
  - 2-го класу (20 вересня 1939)
  - 1-го класу (3 жовтня 1939)
- Нагрудний знак «За участь у загальних штурмових атаках» (1 вересня 1940)
- Медаль «За вислугу років у НСДАП» в бронзі (10 років)
- Медаль «За вислугу років у СС» 4-го і 3-го ступеня (8 років)
  - 3-го ступеня (25 квітня 1941)
- Німецький хрест в золоті (25 травня 1942) — за поданням Германа Фегеляйна від 8 березня 1942 року.
- Медаль «За зимову кампанію на Сході 1941/42»
- Лицарський хрест Залізного хреста (4 липня 1944)